# SN 1963X
SN 1963X – supernowa odkryta 2 marca 1963 roku w galaktyce A121300+2100. W momencie odkrycia miała maksymalną jasność 16,00m.